# Viktor Klima

Viktor J. Klima (Viena, Àustria 1947), polític austríac, va ser Canceller d'Àustria des de 1997 fins a la seva dimissió en 2000. Actualment s'exerceix com a president de la filial argentina de Volkswagen.
Va estudiar economia i informació de negocis a la Universitat Tècnica de Viena i a la Universitat de Viena. Durant més de 20 anys, ell va treballar en l'empresa Osterreichische Mineralol-Verwaltungs AG (OMV), un gran consorci de gas natural, en el càrrec d'analista de negocis.
Ell no es va embolicar directament en política fins a filiar-se al Partit Socialdemòcrata Austríac (SPÖ). Ell va ser indicat per a un càrrec al govern per la primera vegada en 1992 com a Ministre de Transports i Indústria Nacionalitzada, un càrrec que va exercir fins a 1996, quan va passar a exercir el càrrec de ministre de finances durant un any.